# 심플로트
J.R 심플로트 컴퍼니(J. R. Simplot Company) 혹은 심플로트는 1929년 J. R. 심플로트가 20세에 아이다호주 데클로에서 창업한 회사다.